# Cisteller de Hudson
El cisteller de Hudson (Asthenes hudsoni) és una espècie d'ocell de la família dels furnàrids (Furnariidae).

## Hàbitat i distribució
Viu en zones arbustives humides i aiguamolls del sud-est del Paraguai, oest d'Uruguai i nord-est de l'Argentina.